# Локалитет Острово
Локалитет Острово је археолошко налазиште на великој дунавској ади 5km западно од Великог Градишта и 1,5km североисточно од данашњег села Острова. Површински налази откривени на више локација у северном и источном делу аде сведоче о трајању живота на овом простору у широком временском распону од готово 2000 година.
Током 1967. године обављена су сондажна археолошка истраживања на потезу „Таван” и потврдила су резултате на које су указивали површински налази. Откривени су трагови насеља из старијег гвозденог доба (800-600 година пре нове ере). Углавном је реч о полуукопаним земуницама са зидовима од плетера, облепљеним блатом и бројним покретним налазима грнчарије карактеристичне за простор Војводине. Налази из античког периода су спорадични (највише је келтских) и говоре о пролазном, краткотрајном насељавању, док је у периоду 9 — 10. века недалеко од праисторијског, постојало и средњовековно насеље, са земљаним кућама и великим калотастим пећима грађеним у комбинацији камена и земље. Средњовековна фаза је такође обиловала грнчаријом кухињског типа (лонци, зделе), тамне боје са украсима у виду вишеструких валовитих линија.